# Артту Летйонен
Артту Мікаель Летйонен (фін. Arttu Mikael Lötjönen, нар. 28 січня 2004, Порі, Фінляндія) — фінський футболіст, центральний захисник італійського клубу «Сампдорія».

## Ігрова кар'єра

### Клубна
Артту Летйонен народився у місті Порі і починав займатися футболом у місцевому клубі «Джазз». У 2020 році футболіст дебютував у першій команді в лізі Какконен - третьому дивізіоні чемпіонату Фінляндії.
У січні 2023 року Летйонен приєднався до італійського клубу «Сампдорія», де почав грати у молодіжній команді генуезького клубу. Через рік - у січні 2024 року Летйонен підписав з клубом перший професійний контракт, розрахований до 30 червня 2024 року.

### Збірна
З 2021 року Артту Летйонен виступав за юнацькі збірні Фінляндії.
У 2024 році футболіст отримав виклик до молодіжної збірної Фінляндії.